# Lada Izsevszk
Az Lada Izsevszk (oroszul: Лада Ижевск), 2017-ig Izsevszki Autógyár (Ижевский автомобильный завод, magyar átírásban: Izsevszki avtomobilnij zavod), vagy IzsAvto (ИжАвто) orosz autógyár az udmurtföldi Izsevszkben. Az Izsevszki Gépgyár (Izsmas) személygépkocsigyártó részlegeként jött létre 1965-ben. Később IzsAvto néven működött. Kezdetben egyes Moszkvics modelleket gyártott, majd a 2000-es évektől Lada modelleket készít. A vállalat 2011-től az AvtoVAZ autógyár 100%-is tulajdonában van és 2017 óta használja a Lada Izsevszk nevet. 2015-től a LADA Vesta különféle változatait gyártja. A cég 2018-ban több mint 131 ezer járművet állított elő.

## Története
A korábban csak fegyvergyártással foglalkozó Izsevszki Gépgyárban már 1946-ben elkezdődött a járműgyártás is, amikor elindították a német DKW motorkerékpárok másolatainak a sorozatgyártását. Az izsevszki autógyártás elindítását főként Dmitrij Usztyinov akkori honvédelmi miniszter szorgalmazta erőteljesen. 1965-ben kezdődött el az Izsmas autógyártó üzemének kiépítése a gépgyár Progressz nevű üzemegységében. Egy év múlva, 1966. december 12-én elkészült az első Izsevszkben gyártott személygépkocsi, egy Moszkvics–408-as, amelynek sorozatgyártása a moszkvai AZLK autógyárban már 1964 óta folyt. A gépkocsit a moszkvai gyárban előállított alkatrészekből szerelték össze Izsevszkben. A járműből az első év végéig 300 darabot szereltek össze. 1967-ben az éves gyártási mennyiség már meghaladta a négyezer darabot. 1967-ben befejezték az Izs–408-as gyártását, a modellből addigra összesen 4196 darab készült el Izsevszkben. 1968-ban a 408-as modellt a Moszkvics–412 követte a gyártósoron, és azzal párhuzamosan készült Izsevszkben a zárt furgon változat is, a Moszkvics–434 is. Ez a Moszkvics–408 továbbfejlesztett, erősebb motorral szerelt és nagyobb komfortfokozatú változata volt. A Moszkvics–412 gyártása 2001-ig folyt Izsevszkben, összesen 2 317 439 darabot készítettek belőle, ezzel ez a modell volt az autógyár eddigi legnagyobb gyártási sorozata.
Közben 1967 és 1971 között elkészült az izsevszki autógyár új üzemcsarnoka és ebben az új gyártósorok. A francia Renault licence alapján, francia szakemberek közreműködésével állították üzembe a gyár saját nyújtóhúzó üzemét, hegesztősorokat, valamint a festőüzemet. Ezzel a karosszériagyártás teljes folyamatát önállóan tudta végezni a gyár. 1971-ben, amikor az új gyártóbázis teljesen elkészült, az Izsmas Pprogressz üzemében leállították az autógyártást, ott a későbbiekben autóüléseket készítettek.
1972-73-ban két új modell gyártása kezdődött el, amelyeknél már nem a Moszkvics, hanem az Izs modellmegjelölést alkalmazták. Az Izs–2715 a Moszkvics–412-n alapuló dobozos kivitelű teherszállító (pickup) volt, míg a szintén a Moszkvics–412-ből kifejlesztett Izs–2125 Kombi első a Szovjetunióban gyártott, ferde hátú karosszériával rendelkező gépkocsi (hatchback) volt.
Az eredetileg állami vállalat magánosításon esett át és így 2003-ra Oroszország második legnagyobb autógyárává lépett elő. A 2004-ben előállított 83 000 db gépkocsinak mintegy egyharmadát adta a cég két saját fejlesztésű modellje, az Oda 216 és a Fabula 21261. A gyártás többi része továbbra is a Ladától átvett két modellből, a 2106-ból és a 2104 jelű kombiból állt.

## Galéria

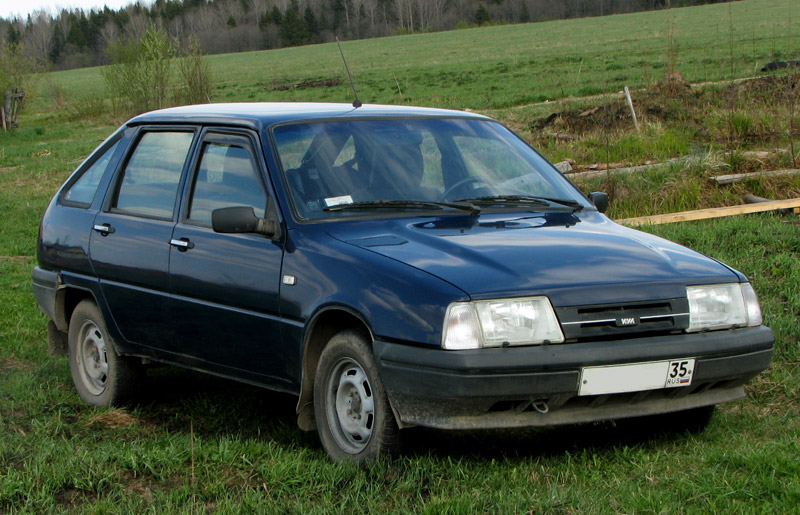
Izs–2126
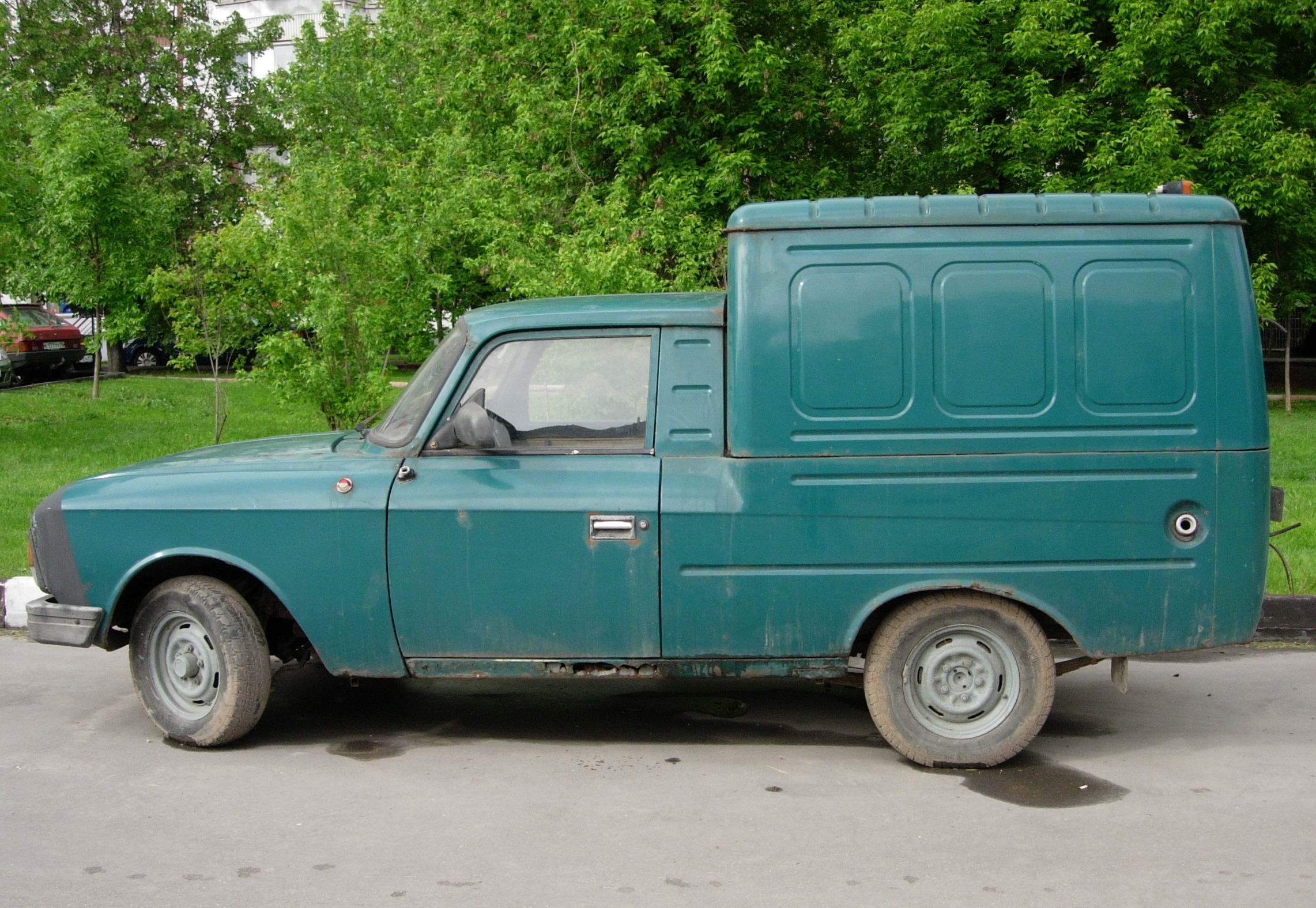
Izs–2715
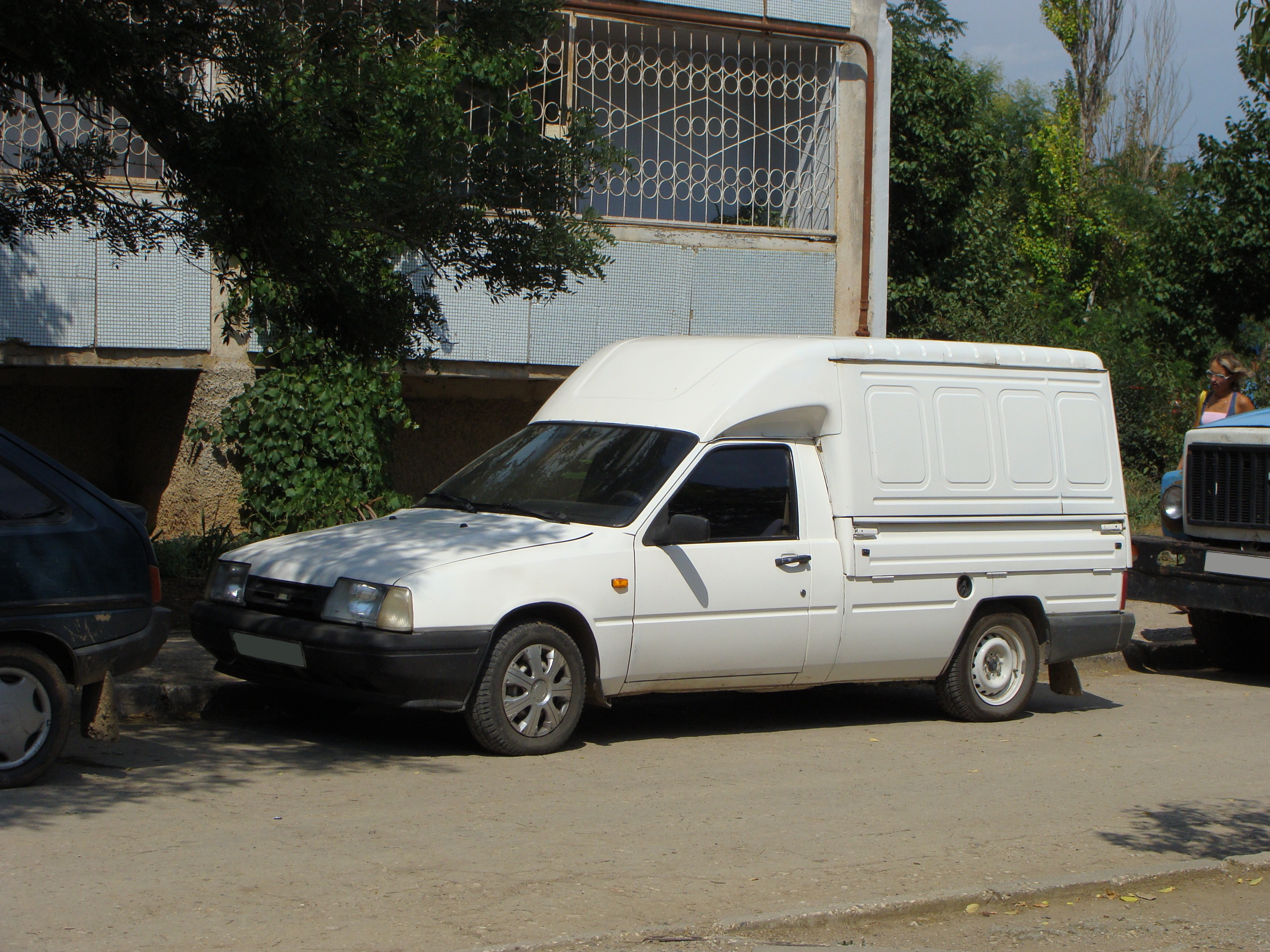
Izs–2717
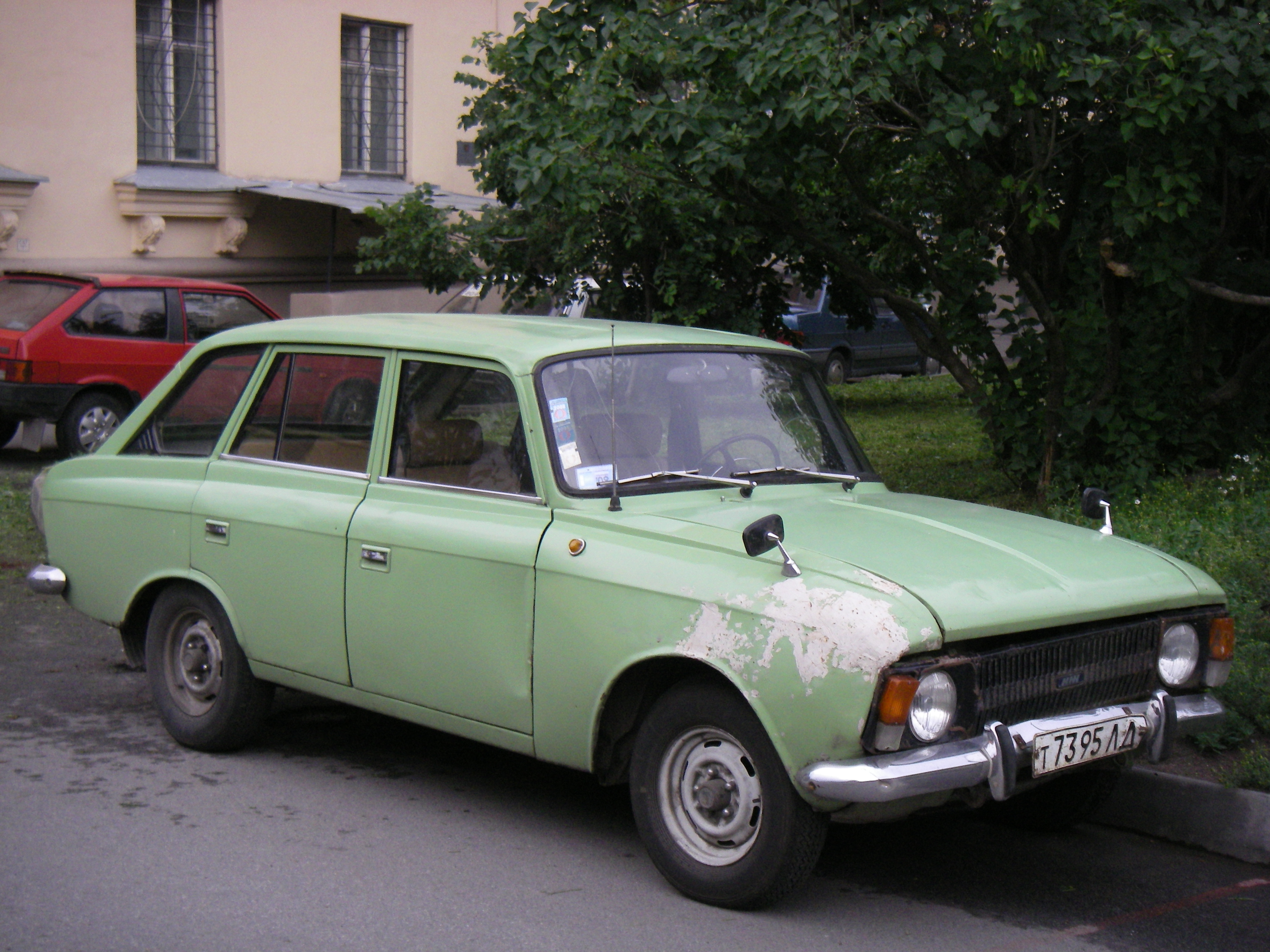
Izs–2125
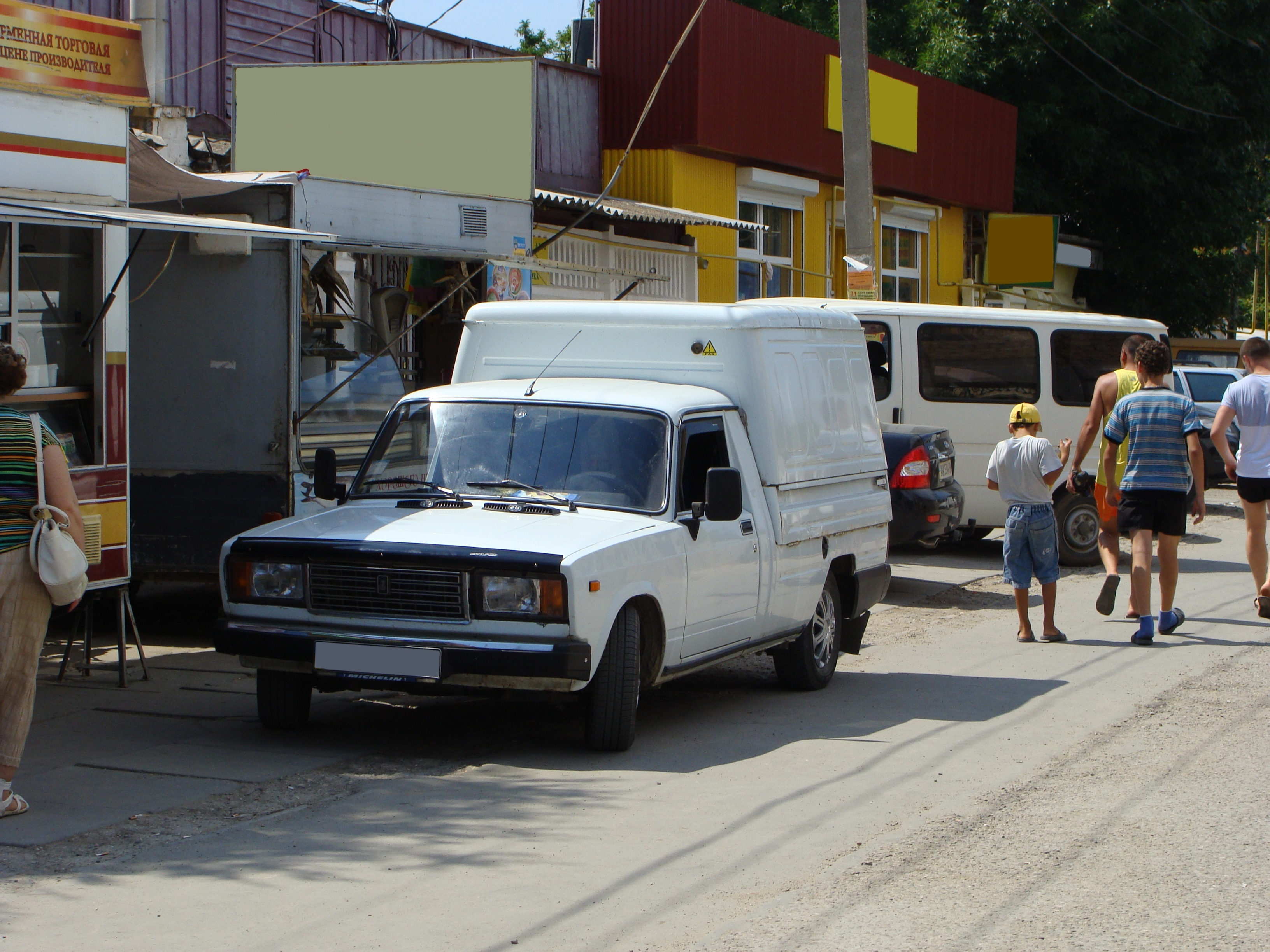
Izs–27175